# Discografia delle Red Velvet
La discografia del gruppo femminile sudcoreano Red Velvet consiste in due album in studio, dodici EP, una riedizione, una raccolta e venticinque singoli. Le Red Velvet si sono formate nel 2014 in Corea del Sud, da SM Entertainment, composte da cinque membri: Irene, Seulgi, Wendy, Joy e Yeri, sopraggiunta nel 2015.
La prima grande pubblicazione del gruppo è stato l'EP Ice Cream Cake, che è uscito il 17 marzo 2015 e ha raggiunto la vetta delle classifiche sudcoreane non appena è stato pubblicato. Successivamente, viene pubblicato il primo album in studio, The Red, pubblicato il 9 settembre 2015, con il singolo Dumb Dumb: l'album si è piazzato in varie classifiche, inclusa la World Albums Charts di Billboard, mentre il singolo è stato il loro primo a superare il milione di download. 
Dopo The Red, il 17 marzo 2016 gruppo pubblica il secondo EP The Velvet, mostrando uno stile più maturo, e musicalmente influenzato dall'R&B. Il 7 settembre 2016 il gruppo pubblica il terzo EP Russian Roulette, con il singolo eponimo. 
Il loro quarto EP, Rookie, è stato pubblicato il 1º febbraio 2017, mentre il loro primo EP speciale, The Red Summer, viene pubblicato il 9 luglio 2017. Il secondo album in studio, Perfect Velvet, è stato pubblicato 17 novembre 2017, insieme al singolo Peek-a-Boo. L'album ha debuttato al n° 1 nella classifica di Billboard World Albums, ciò segna il loro quarto album con un numero uno, facendo diventare le Red Velvet il gruppo femminile k-pop con più numeri uno nella classifica. Nel gennaio 2018 viene pubblicata una riedizione dell'album intitolata The Perfect Red Velvet.
Il gruppo fa il loro debutto giapponese con l'EP #Cookie Jar, pubblicato il 4 luglio 2018, per poi tornare con il secondo EP speciale intitolato Summer Magic, pubblicato il 6 agosto 2018. Quest'ultimo contiene la prima pubblicazione del gruppo in lingua inglese, con la versione giapponese della loro canzone Bad Boy. Il quinto EP, RBB, viene pubblicato il 30 novembre 2018, in contemporanea al singolo RBB (Really Bad Boy). Il 29 maggio 2019 viene pubblicato il secondo EP giapponese, Sappy.
Il 19 giugno 2019 pubblicano il sesto EP The ReVe Festival: Day 1, il primo della trilogia, insieme al singolo Zimzalabim. Il 20 agosto 2019 esce il secondo EP della trilogia, The ReVe Festival: Day 2, con il singolo Umpah Umpah. Il 23 dicembre 2019 viene pubblicato il singolo Psycho, da The ReVe Festival: Finale, una raccolta degli ultimi due EP, facendo così da ultimo EP della trilogia.
Dopo più di un anno senza pubblicazioni, ad agosto 2021 esce il loro ottavo EP Queendom, con il singolo eponimo. Il nono EP delle Red Velvet, The ReVe Festival 2022 – Feel My Rhythm, è uscito a marzo 2022, mentre il loro primo album in studio giapponese, Bloom, è stato pubblicato ad aprile. Da qui, le Red Velvet si sono guadagnate dodici album numeri uno e due singoli numeri uno in Corea del Sud.

## Album
| Titolo                                                                                                 | Dettagli | Posizione massima | Posizione massima | Posizione massima | Posizione massima | Posizione massima | Posizione massima | Vendite                                  |
| Titolo                                                                                                 | Dettagli | KOR               | FRADig.           | JPN               | JPN Hot           | US Heat.          | US World          | Vendite                                  |
| Coreani                                                                                                | Coreani | Coreani           | Coreani           | Coreani           | Coreani           | Coreani           | Coreani           | Coreani                                  |
| --- | --- | ----------------- | ----------------- | ----------------- | ----------------- | ----------------- | ----------------- | ---------------------------------------- |
| The Red                                                                                                | - Data di pubblicazione: 9 settembre 2015 - Etichetta: SM Entertainment - Formati: CD, download digitale, streaming             | 1                 | —                 | 47                | —                 | 24                | 1                 | - KOR: 79,838 - JPN: 4,478 - US: 3,000   |
| Perfect Velvet                                                                                         | - Data di pubblicazione: 17 novembre 2017 - Etichetta: SM Entertainment - Formati: CD, digital download, streaming              | 2                 | 95                | 20                | 52                | 3                 | 1                 | - KOR: 117,759 - JPN: 12,799 - US: 3,000 |
| Chill Kill                                                                                             | - Data di pubblicazione: 13 novembre 2023 - Etichetta: SM Entertainment - Formati: CD, digital download, streaming              |                   |                   |                   |                   |                   |                   |                                          |
| Giapponesi                                                                                             | |                   |                   |                   |                   |                   |                   |                                          |
| Bloom                                                                                                  | - Data di pubblicazione: 6 aprile 2022 - Etichetta: Avex Trax, SM Entertainment - Formati: CD, DVD, digital download, streaming | —                 | —                 | 5                 | 2                 | —                 | —                 | - JPN: 17,811                            |
| "—" indica che il disco non è entrato in quella classifica o non è stato pubblicato in quel territorio | |                   |                   |                   |                   |                   |                   |                                          |

## Riedizioni
| Titolo                 | Dettagli | Posizione massima | Posizione massima | Posizione massima | Posizione massima | Posizione massima | Posizione massima | Vendite                      |
| Titolo                 | Dettagli | KOR               | FRA Dig.          | JPN               | JPN Hot           | US Heat.          | US World          | Vendite                      |
| ---------------------- | --- | ----------------- | ----------------- | ----------------- | ----------------- | ----------------- | ----------------- | ---------------------------- |
| The Perfect Red Velvet | - Data di pubblicazione: 29 gennaio 2018 - Etichetta: SM Entertainment - Formati: CD, digital download, streaming, SMC | 1                 | 87                | 29                | 49                | 7                 | 3                 | - KOR: 120,957 - JPN: 12,799 |

## Raccolte
| Titolo                    | Dettagli | Posizione massima | Posizione massima | Posizione massima | Posizione massima | Posizione massima | Vendite                                |
| Titolo                    | Dettagli | KOR               | JPN               | JPN Hot           | US Heat.          | US World          | Vendite                                |
| ------------------------- | --- | ----------------- | ----------------- | ----------------- | ----------------- | ----------------- | -------------------------------------- |
| The ReVe Festival: Finale | - Data di pubblicazione: 23 dicembre 2019 - Etichetta: SM Entertainment - Formati: CD, digital download, streaming | 1                 | 24                | 45                | 2                 | 3                 | - KOR: 194,290 - JPN: 7,442 - JPN: 590 |

## Extended play
| Titolo                                                                                                 | Dettagli | Posizione massima | Posizione massima | Posizione massima | Posizione massima | Posizione massima | Posizione massima | Posizione massima | Posizione massima | Vendite                                            | Certificazioni     |
| Titolo                                                                                                 | Dettagli | KOR               | AUS Dig.          | FRADig.           | JPN               | JPN Hot           | UK Down.          | US Heat           | US World          | Vendite                                            | Certificazioni     |
| Coreani                                                                                                | Coreani | Coreani           | Coreani           | Coreani           | Coreani           | Coreani           | Coreani           | Coreani           | Coreani           | Coreani                                            | Coreani            |
| --- | --- | ----------------- | ----------------- | ----------------- | ----------------- | ----------------- | ----------------- | ----------------- | ----------------- | -------------------------------------------------- | ------------------ |
| Ice Cream Cake                                                                                         | - Data di pubblicazione: 18 marzo 2015 - Etichetta: SM Entertainment - Formati: CD, digital download, streaming                        | 1                 | —                 | —                 | 76                | —                 | —                 | 24                | 2                 | - KOR: 90,970 - JPN: 2,796 - US: 3,000             | N.D.               |
| The Velvet                                                                                             | - Data di pubblicazione: 17 marzo 2016 - Etichetta: SM Entertainment - Formati: CD, digital download, streaming                        | 1                 | —                 | —                 | 75                | —                 | —                 | —                 | 8                 | - KOR: 56,944 - JPN: 2,104                         | N.D.               |
| Russian Roulette                                                                                       | - Data di pubblicazione: 7 settembre 2016 - Etichetta: SM Entertainment - Formati: CD, digital download, streaming                     | 1                 | —                 | 174               | 40                | —                 | —                 | 18                | 2                 | - KOR: 87,693 - JPN: 3,446 - US: 2,000             | N.D.               |
| Rookie                                                                                                 | - Data di pubblicazione: 1 febbraio 2017 - Etichetta: SM Entertainment - Formati: CD, digital download, streaming, SMC                 | 1                 | —                 | —                 | 43                | —                 | —                 | 21                | 1                 | - KOR: 118,747 - JPN: 4,351                        | N.D.               |
| The Red Summer                                                                                         | - Data di pubblicazione: 10 luglio 2017 - Etichetta: SM Entertainment - Formati: CD, digital download, streaming, SMC                  | 1                 | —                 | 108               | 27                | —                 | —                 | 8                 | 1                 | - KOR: 110,705 - JPN: 4,659 - US: 2,000            | N.D.               |
| Summer Magic                                                                                           | - Data di pubblicazione: 6 agosto 2018 - Etichetta: SM Entertainment - Formati: CD, digital download, streaming                        | 1                 | 31                | 42                | 12                | 24                | 38                | 3                 | 3                 | - KOR: 174,531 - JPN: 8,004 - JPN: 946 - US: 2,000 | N.D.               |
| RBB | - Data di pubblicazione: 30 novembre 2018 - Etichetta: SM Entertainment - Formati: CD, digital download, streaming                     | 3                 | —                 | 92                | 33                | 51                | 60                | 1                 | 2                 | - KOR: 108,796 - JPN: 5,411 - US: 10,000           | N.D.               |
| The ReVe Festival: Day 1                                                                               | - Data di pubblicazione: 19 giugno 2019 - Etichetta: SM Entertainment - Formati: CD, digital download, streaming, SMC                  | 1                 | —                 | 53                | 20                | 46                | 68                | 5                 | 7                 | - KOR: 171,686 - JPN: 4,855                        | N.D.               |
| The ReVe Festival: Day 2                                                                               | - Data di pubblicazione: 20 agosto 2019 - Etichetta: SM Entertainment - Formati: CD, digital download, streaming, SMC                  | 1                 | —                 | 52                | 17                | 54                | 51                | 11                | 6                 | - KOR: 140,537 - JPN: 3,960 - JPN: 427 - US: 1,000 | N.D.               |
| Queendom                                                                                               | - Data di pubblicazione: 16 agosto 2021 - Etichetta: SM Entertainment - Formati: CD, digital download, streaming                       | 2                 | 17                | —                 | 11                | 23                | 17                | 16                | 11                | - KOR: 360,070 - JPN: 3,789                        | - KMCA: Platino    |
| The ReVe Festival 2022 – Feel My Rhythm                                                                | - Data di pubblicazione: 21 marzo 2022 - Etichetta: SM Entertainment - Formati: CD, digital download, streaming                        | 1                 | 10                | —                 | 6                 | 4                 | 26                | 9                 | 8                 | - KOR: 653,610 - JPN: 10,488                       | - KMCA: 2× Platino |
| The ReVe Festival 2022 – Birthday                                                                      | - Data di pubblicazione: 28 novembre 2022 - Etichetta: SM Entertainment - Formati: CD, digital download, streaming                     |                   |                   |                   |                   |                   |                   |                   |                   |                                                    |                    |
| Cosmic                                                                                                 | - Data di pubblicazione: 24 giugno 2024 - Etichetta: SM Entertainment - Formati: CD, digital download, streaming                       |                   |                   |                   |                   |                   |                   |                   |                   |                                                    |                    |
| Giapponesi                                                                                             | |                   |                   |                   |                   |                   |                   |                   |                   |                                                    |                    |
| #Cookie Jar                                                                                            | - Data di pubblicazione: 4 luglio 2018 - Etichette: Avex Trax, SM Entertainment Japan - Formati: CD, digital download, streaming       | —                 | —                 | —                 | 3                 | 4                 | —                 | —                 | 13                | - JPN: 31,638                                      | N.D.               |
| Sappy                                                                                                  | - Data di pubblicazione: 29 maggio 2019 - Etichette: Avex Trax, SM Entertainment Japan - Formati: CD, DVD, digital download, streaming | —                 | —                 | —                 | 4                 | 4                 | —                 | —                 | —                 | - JPN: 17,236                                      | N.D.               |
| "—" indica che il disco non è entrato in quella classifica o non è stato pubblicato in quel territorio | |                   |                   |                   |                   |                   |                   |                   |                   |                                                    |                    |

## Singoli
| Anno       | Titolo                                                                                                 | Posizione massima | Posizione massima | Posizione massima | Posizione massima | Posizione massima | Posizione massima | Vendite                       | Certificazioni  | Album                                   |
| Anno       | Titolo                                                                                                 | KOR               | KOR               | CAN               | JPN Hot           | NZHot             | US World          | Vendite                       | Certificazioni  | Album                                   |
| Anno       | Titolo                                                                                                 | Circle            | Hot               | CAN               | JPN Hot           | NZHot             | US World          | Vendite                       | Certificazioni  | Album                                   |
| Coreani    | Coreani                                                                                                | Coreani           | Coreani           | Coreani           | Coreani           | Coreani           | Coreani           | Coreani                       | Coreani         | Coreani                                 |
| ---------- | --- | ----------------- | ----------------- | ----------------- | ----------------- | ----------------- | ----------------- | ----------------------------- | --------------- | --------------------------------------- |
| 2014       | Happiness (행복)                                                                                       | 5                 | —                 | —                 | —                 | —                 | 4                 | - KOR: 433,336 - US: 15,000   | -               | /                                       |
| 2014       | Be Natural                                                                                             | 33                | —                 | —                 | —                 | —                 | 6                 | - KOR: 70,920                 | -               | /                                       |
| 2015       | Automatic                                                                                              | 32                | —                 | —                 | —                 | —                 | 9                 | - KOR: 80,662                 | -               | Ice Cream Cake                          |
| 2015       | Ice Cream Cake                                                                                         | 4                 | —                 | —                 | —                 | —                 | 3                 | - KOR: 1,378,831 - US: 23,000 | -               | Ice Cream Cake                          |
| 2015       | Dumb Dumb                                                                                              | 2                 | —                 | —                 | —                 | —                 | 3                 | - KOR: 1,611,205 - US: 26,000 | -               | The Red                                 |
| 2015       | Wish Tree (세가지 소원)                                                                                | 33                | —                 | —                 | —                 | —                 | —                 | - KOR: 128,382                | -               | Winter Garden                           |
| 2016       | One of These Nights (7월 7일)                                                                          | 10                | —                 | —                 | —                 | —                 | 6                 | - KOR: 365,450                | -               | The Velvet                              |
| 2016       | Russian Roulette (러시안 룰렛)                                                                         | 2                 | 70                | —                 | —                 | —                 | 2                 | - KOR: 2,500,000 - US: 24,000 | -               | Russian Roulette                        |
| 2017       | Rookie                                                                                                 | 3                 | 39                | —                 | —                 | —                 | 4                 | - KOR: 1,358,020              | -               | Rookie                                  |
| 2017       | Would U                                                                                                | 13                | —                 | —                 | —                 | —                 | —                 | - KOR: 188,236                | -               | SM Station Season 2                     |
| 2017       | Red Flavor (빨간 맛)                                                                                   | 1                 | 2                 | —                 | 25                | —                 | 4                 | - KOR: 2,500,000              | -               | The Red Summer                          |
| 2017       | Rebirth (환생)                                                                                         | 78                | —                 | —                 | —                 | —                 | 25                | - KOR: 51,816                 | -               | SM Station Season 2                     |
| 2017       | Peek-a-Boo (피카부)                                                                                    | 2                 | 2                 | —                 | 36                | —                 | 2                 | - KOR: 2,500,000 - US: 21,000 | -               | Perfect Velvet                          |
| 2018       | Bad Boy                                                                                                | 2                 | 2                 | 87                | 49                | —                 | 2                 | - KOR: 2,500,000 - US: 27,000 | - KMCA: Platino | The Perfect Red Velvet                  |
| 2018       | Power Up                                                                                               | 1                 | 1                 | —                 | —                 | —                 | 6                 | - KOR: 1,201,030 - US: 1,000  | -               | Summer Magic                            |
| 2018       | RBB (Really Bad Boy)                                                                                   | 10                | 7                 | —                 | 93                | —                 | 1                 | - US: 2,000                   | -               | RBB                                     |
| 2019       | Zimzalabim (짐살라빔)                                                                                  | 11                | 4                 | —                 | —                 | 39                | 10                | -                             | -               | The ReVe Festival: Day 1                |
| 2019       | Umpah Umpah (음파음파)                                                                                 | 18                | 1                 | —                 | —                 | —                 | 9                 | -                             | -               | The ReVe Festival: Day 2                |
| 2019       | Psycho                                                                                                 | 2                 | 2                 | —                 | —                 | 10                | 1                 | - US: 2,000                   | - KMCA: Platino | The ReVe Festival: Finale               |
| 2021       | Queendom                                                                                               | 5                 | 7                 | —                 | 77                | —                 | 10                | -                             | -               | Queendom                                |
| 2022       | Feel My Rhythm                                                                                         | 3                 | 3                 | —                 | 47                | 24                | 8                 | -                             | -               | The ReVe Festival 2022 – Feel My Rhythm |
| 2022       | Birthday                                                                                               |                   |                   |                   |                   |                   |                   |                               |                 | The ReVe Festival 2022 – Birthday       |
| 2023       | Chill Kill                                                                                             |                   |                   |                   |                   |                   |                   |                               |                 | Chill Kill                              |
| 2024       | Cosmic                                                                                                 |                   |                   |                   |                   |                   |                   |                               |                 | Cosmic                                  |
| Giapponesi | |                   |                   |                   |                   |                   |                   |                               |                 |                                         |
| 2018       | #Cookie Jar                                                                                            | —                 | —                 | —                 | —                 | —                 | 20                |                               |                 | #Cookie Jar                             |
| 2019       | Sappy                                                                                                  | —                 | —                 | —                 | —                 | —                 | 13                |                               |                 | Sappy                                   |
| 2019       | Sayonara                                                                                               | —                 | —                 | —                 | —                 | —                 | —                 |                               |                 | Sappy                                   |
| 2022       | Wildside                                                                                               |                   |                   |                   |                   |                   |                   |                               |                 | Bloom                                   |
|            | "—" indica che il disco non è entrato in quella classifica o non è stato pubblicato in quel territorio |                   |                   |                   |                   |                   |                   |                               |                 |                                         |

### Singoli promozionali
| Anno                                                                                                   | Titolo      | Posizione massima | Posizione massima | Posizione massima | Album                          |
| Anno                                                                                                   | Titolo      | KOR               | KOR               | US World          | Album                          |
| Anno                                                                                                   | Titolo      | Circle            | Hot               | US World          | Album                          |
| --- | ----------- | ----------------- | ----------------- | ----------------- | ------------------------------ |
| 2019                                                                                                   | Close to Me | —                 | —                 | —                 | Brightest Blue (Japan Edition) |
| 2020                                                                                                   | Milky Way   | 119               | 64                | —                 | SM Station                     |
| "—" indica che il disco non è entrato in quella classifica o non è stato pubblicato in quel territorio |             |                   |                   |                   |                                |

### Colonne sonore
| Anno                                                                                                   | Titolo                        | Posizione massima | Posizione massima | Posizione massima | Album                 |
| Anno                                                                                                   | Titolo                        | KOR               | KOR               | US World          | Album                 |
| Anno                                                                                                   | Titolo                        | Circle            | Hot               | US World          | Album                 |
| --- | ----------------------------- | ----------------- | ----------------- | ----------------- | --------------------- |
| 2016                                                                                                   | Yossism (여시주의)            | —                 | —                 | —                 | Telemonster OST       |
| 2019                                                                                                   | See the Stars (어떤 별보다)   | 50                | 50                | —                 | Hotel del Luna OST    |
| 2020                                                                                                   | Just Sing (Trolls World Tour) | —                 | —                 | —                 | Trolls World Tour OST |
| 2020                                                                                                   | Future (미래)                 | 180               | 95                | 21                | Start-Up OST          |
| "—" indica che il disco non è entrato in quella classifica o non è stato pubblicato in quel territorio |                               |                   |                   |                   |                       |

### Esplicative
1. 1 2  Le vendite di Perfect Velvet e The Perfect Red Velvet sono combinate in Oricon.
2. ↑  Ad aprile 2018 la Gaon Music Chart introdusse le certificazioni per album, download e streaming pubblicati in Corea, da gennaio 2018 in poi.
3. ↑  L'ARIA Digital Album Chart fu attiva da novembre 2009 a settembre 2019.

### Fonti
1. ↑  (KO) Gaon Weekly Album Chart, su Gaon Music Chart. URL consultato il 26 marzo 2015 (archiviato dall'url originale il 14 marzo 2016).
  -  The Red (2015), su circlechart.kr, 12 settembre 2015. URL consultato il 14 aprile 2016 (archiviato dall'url originale il 28 novembre 2019).
  -  Perfect Velvet (2017), su circlechart.kr, 18 novembre 2017. URL consultato il 23 novembre 2017 (archiviato dall'url originale il 23 novembre 2017).
  -  The Perfect Red Velvet (2018), su circlechart.kr, 3 febbraio 2018. URL consultato l'8 febbraio 2018 (archiviato dall'url originale il 3 febbraio 2015).
  -  The ReVe Festival: Finale (2019), su circlechart.kr, 28 dicembre 2019. URL consultato il 2 gennaio 2020 (archiviato dall'url originale il 2 gennaio 2020).
2. ↑  (FR) Perfect Velvet- Week 47 [collegamento interrotto], su SNEP, 24 novembre 2017.
3. ↑  Oricon Albums Chart

  -  The Red (2015), su oricon.co.jp, 21 settembre 2015. URL consultato il 29 novembre 2017 (archiviato dall'url originale il 1º dicembre 2017).
  -  Perfect Velvet (2017), su oricon.co.jp, 4 dicembre 2017. URL consultato il 29 novembre 2017 (archiviato dall'url originale il 29 novembre 2017).
4. ↑  Billboard Japan Hot Albums

  -  Perfect Velvet, su billboard-japan.com, 27 novembre 2017. URL consultato il 13 luglio 2018 (archiviato dall'url originale il 30 giugno 2018).
5. 1 2 3 4   Red Velvet Chart History: Heatseekers Albums, in Billboard. URL consultato il 12 luglio 2018 (archiviato dall'url originale il 25 gennaio 2020).
6. 1 2 3 4   Red Velvet Chart History: World Albums, in Billboard. URL consultato il 12 luglio 2018 (archiviato dall'url originale il 25 gennaio 2020).
7. ↑  (KO) Lee So-dam, ko:레드벨벳 9월9일 컴백 확정…SM 하반기 첫주자 [스포츠투데이], su Sports Today, 4 settembre 2015. URL consultato il 4 settembre 2015 (archiviato dall'url originale il 3 marzo 2016).
8. ↑  Cumulative sales for The Red:
  - (KO) ko:2015년 Album Chart [2015 Album Chart], su Gaon Music Chart. URL consultato il 12 dicembre 2016 (archiviato dall'url originale il 10 settembre 2016).
  - (KO) ko:2016년 12월 Album Chart [December 2016 Album Chart], su Gaon Music Chart. URL consultato il 9 gennaio 2017 (archiviato dall'url originale il 4 settembre 2019).
  - (KO) ko:2017년 12월 Album Chart [December 2017 Album Chart], su Gaon Music Chart. URL consultato il 7 settembre 2017 (archiviato dall'url originale il 1º agosto 2019).
  - (KO) ko:2018년 08월 Album Chart [August 2018 Album Chart], su Gaon Music Chart. URL consultato il 6 settembre 2018 (archiviato dall'url originale l'8 maggio 2020).
  - (KO) ko:2019년 12월 Album Chart [December 2019 Album Chart (see #169)], su Gaon Music Chart. URL consultato il 6 settembre 2020 (archiviato dall'url originale il 16 ottobre 2020).
  - (KO) ko:2020년 04월 Album Chart [April 2020 Album Chart (see #164)], su Gaon Music Chart. URL consultato il 6 settembre 2020 (archiviato dall'url originale il 3 luglio 2020).
9. ↑  Cumulative sales for The Red:
  - (JA) ja:週間 アルバムランキング (2015年09月21日付), su oricon.co.jp, Oricon, 21 settembre 2015 (archiviato dall'url originale il 16 settembre 2015).
10. ↑  (EN) Red Velvet Gears Up for North Korea: 10 Things to Know Before the Historic K-Pop Performance, su billboard.com, Billboard. URL consultato il 30 marzo 2018 (archiviato dall'url originale il 13 giugno 2018).
11. ↑  Cumulative sales for Perfect Velvet:
  - (KO) ko:2017년 Album Chart [2017 Album Chart], su Gaon Music Chart. URL consultato il 12 gennaio 2018 (archiviato dall'url originale il 3 febbraio 2015).
  - (KO) ko:2018년 12월 Album Chart [December 2018 Album Chart], su Gaon Music Chart. URL consultato l'11 gennaio 2019 (archiviato dall'url originale il 27 marzo 2019).
  - (KO) ko:2019년 12월 Album Chart [December 2019 Album Chart (see #113)], su Gaon Music Chart. URL consultato il 6 settembre 2020 (archiviato dall'url originale il 16 ottobre 2020).
  - (KO) ko:2020년 03월 Album Chart [March 2020 Album Chart (see #128)], su Gaon Music Chart. URL consultato il 6 settembre 2020 (archiviato dall'url originale il 21 giugno 2020).
12. 1 2  Cumulative sales for Perfect Velvet:
  - (JA) ja:週間 アルバムランキング (2017年12月04日付), su oricon.co.jp, Oricon, 4 dicembre 2017 (archiviato dall'url originale il 29 novembre 2017).
  - (JA) ja:週間 アルバムランキング (2018年02月12日付), su oricon.co.jp, Oricon, 12 febbraio 2018. URL consultato il 16 febbraio 2018 (archiviato dall'url originale il 16 febbraio 2018).
  - (JA) ja:週間 アルバムランキング (2018年02月19日付), su oricon.co.jp, Oricon, 19 febbraio 2018 (archiviato dall'url originale il 14 febbraio 2018).
13. ↑    -  Red Velvet Tie for Most No. 1s on World Albums Chart Among All K-Pop Acts, su billboard.com. URL consultato il 29 novembre 2017 (archiviato dall'url originale il 29 novembre 2017).
14. ↑  (JA) ja:月間 アルバムランキング 2022年04月度, su oricon.co.jp, Oricon, 19 maggio 2022. URL consultato il 19 maggio 2022.
15. ↑  (FR) The Perfect Red Velvet - Week 5 [collegamento interrotto], su SNEP, 2 febbraio 2018.
16. 1 2  Oricon Albums Chart

  -  The Perfect Red Velvet (2018), su oricon.co.jp, 12 febbraio 2018. URL consultato il 16 febbraio 2018 (archiviato dall'url originale il 16 febbraio 2018).
  -  The ReVe Festival: Finale (2020), su oricon.co.jp, 6 gennaio 2020. URL consultato il 6 gennaio 2020 (archiviato dall'url originale il 7 gennaio 2020).
17. 1 2  Billboard Japan Hot Albums

  -  The Perfect Red Velvet, su billboard-japan.com, 12 febbraio 2018. URL consultato il 13 luglio 2018 (archiviato dall'url originale il 19 febbraio 2018).
18. ↑  Cumulative sales for The Perfect Red Velvet:
  - (KO) ko:2018년 02월 Album Chart [April 2018 Album Chart (Kino)], su Gaon Music Chart. URL consultato l'8 marzo 2018 (archiviato dall'url originale il 3 febbraio 2015).
  - (KO) ko:2018년 Album Chart [2018 Album Chart], su Gaon Music Chart. URL consultato l'11 gennaio 2019 (archiviato dall'url originale il 19 gennaio 2019).
  - (KO) ko:2019년 02월 Album Chart [February 2019 Album Chart], su Gaon Music Chart. URL consultato il 7 marzo 2019 (archiviato dall'url originale il 14 aprile 2019).
  - (KO) ko:2020년 01월 Album Chart [January 2020 Album Chart], su Gaon Music Chart. URL consultato il 6 febbraio 2020 (archiviato dall'url originale il 10 marzo 2020).
19. ↑  Cumulative sales for The ReVe Festival: Finale:
  - (KO) ko:2019년 Album Chart [2019 Album Chart], su Gaon Music Chart. URL consultato il 10 gennaio 2020 (archiviato dall'url originale il 5 ottobre 2020).
  - (KO) ko:2020년 03월 Album Chart [March 2020 Album Chart], su Gaon Music Chart. URL consultato il 9 aprile 2020 (archiviato dall'url originale il 26 aprile 2020).
  - (KO) ko:2021년 07월 Album Chart [July 2021 Album Chart], su Gaon Music Chart. URL consultato il 12 agosto 2021 (archiviato dall'url originale il 21 marzo 2021).
20. ↑  (JA) ja:週間 アルバムランキング (2020年01月06日付), su oricon.co.jp, Oricon, 6 gennaio 2020 (archiviato dall'url originale il 7 gennaio 2020).
21. ↑  (JA) ja:週間 デジタルアルバムランキング – 2020年01月06日付, su Oricon, 6 gennaio 2020 (archiviato dall'url originale il 7 gennaio 2020).
22. ↑  (KO) Gaon Weekly Album Chart, su Gaon Music Chart. URL consultato il 26 marzo 2015 (archiviato dall'url originale il 14 marzo 2016).
  -  Ice Cream Cake (2015), su circlechart.kr, 21 marzo 2015. URL consultato il 30 marzo 2015 (archiviato dall'url originale il 26 marzo 2015).
  -  The Velvet (2016), su circlechart.kr, 19 marzo 2016. URL consultato il 24 marzo 2016 (archiviato dall'url originale il 2 aprile 2016).
  -  Russian Roulette (2016), su circlechart.kr, 10 agosto 2016. URL consultato il 19 settembre 2016 (archiviato dall'url originale il 7 novembre 2017).
  -  Rookie (2017), su circlechart.kr, 4 febbraio 2017. URL consultato il 9 febbraio 2017 (archiviato dall'url originale il 7 novembre 2017).
  -  The Red Summer (2017), su circlechart.kr, 19 luglio 2017. URL consultato il 20 luglio 2017 (archiviato dall'url originale il 20 luglio 2017).
  -  Summer Magic (2018), su circlechart.kr, 11 agosto 2018. URL consultato il 16 agosto 2018 (archiviato dall'url originale il 16 agosto 2018).
  -  RBB (2018), su circlechart.kr, 1º dicembre 2018. URL consultato il 6 dicembre 2018 (archiviato dall'url originale il 6 dicembre 2018).
  -  The ReVe Festival: Day 1 (2019), su circlechart.kr, 22 giugno 2019. URL consultato il 27 giugno 2019 (archiviato dall'url originale il 27 giugno 2019).
  -  The ReVe Festival: Day 2 (2019), su circlechart.kr, 24 agosto 2019. URL consultato il 29 agosto 2019 (archiviato dall'url originale il 29 agosto 2019).
  -  Queendom (2021), su circlechart.kr, agosto 15–21, 2021. URL consultato il 26 agosto 2021 (archiviato dall'url originale il 26 agosto 2021).
23. ↑    -  ARIA Digital Albums: Summer Magic, su ARIA Charts, 13 agosto 2018 (archiviato dall'url originale il 15 agosto 2018).
24. ↑    - (FR) Russian Roulette - Week 36, 2016 [collegamento interrotto], su SNEP, 2 settembre 2016.
  - (FR) The Red Summer - Week 28, 2017, su SNEP, 14 luglio 2017.
  - (FR) Summer Magic - Week 32 [collegamento interrotto], su SNEP, 10 agosto 2018.
  - (FR) RBB - Week 49 [collegamento interrotto], su SNEP, 7 dicembre 2018.
  -  The Reve Festival: Day 2 - Week 34 [collegamento interrotto], su snepmusique.com, 23 agosto 2019. URL consultato il 27 agosto 2019.
25. ↑  (JA) Oricon Albums Chart, su Oricon. URL consultato l'11 luglio 2018 (archiviato dall'url originale il 4 giugno 2019).
  -  Russian Roulette, su oricon.co.jp, 19 settembre 2016. URL consultato il 14 settembre 2016 (archiviato dall'url originale il 10 febbraio 2017).
  -  Rookie, su oricon.co.jp, 13 febbraio 2017. URL consultato l'8 febbraio 2017 (archiviato dall'url originale l'11 febbraio 2017).
  -  The Red Summer, su oricon.co.jp, 24 luglio 2017. URL consultato il 20 luglio 2017 (archiviato dall'url originale il 22 luglio 2017).
  -  Summer Magic, su oricon.co.jp, 27 agosto 2018. URL consultato il 22 agosto 2018 (archiviato dall'url originale il 22 agosto 2018).
  -  RBB, su oricon.co.jp, 17 dicembre 2018. URL consultato il 12 dicembre 2018 (archiviato dall'url originale il 16 gennaio 2019).
  -  The ReVe Festival: Day 1, su oricon.co.jp, 1º luglio 2019. URL consultato il 26 giugno 2019 (archiviato dall'url originale il 26 giugno 2019).
  -  The ReVe Festival: Day 2, su oricon.co.jp, 2 settembre 2019. URL consultato il 28 agosto 2019 (archiviato dall'url originale il 28 agosto 2019).
  -  Queendom, su oricon.co.jp, 20 settembre 2021. URL consultato il 15 settembre 2021 (archiviato dall'url originale il 15 settembre 2021).
26. ↑  Billboard Japan Hot Albums

  -  #Cookie Jar, su billboard-japan.com, 16 luglio 2018. URL consultato l'11 luglio 2018 (archiviato dall'url originale l'11 luglio 2018).
  -  Summer Magic, su billboard-japan.com, 20 agosto 2018. URL consultato il 15 agosto 2018 (archiviato dall'url originale il 15 agosto 2018).
  -  RBB, su billboard-japan.com, 10 dicembre 2018. URL consultato il 12 dicembre 2018 (archiviato dall'url originale l'8 giugno 2020).
  -  Sappy, su billboard-japan.com, 10 giugno 2019. URL consultato il 5 giugno 2019 (archiviato dall'url originale l'8 giugno 2020).
  -  The ReVe Festival: Day 1, su billboard-japan.com, 1º luglio 2019.
  -  The ReVe Festival: Day 2, su billboard-japan.com, 2 settembre 2019. URL consultato il 29 agosto 2019 (archiviato dall'url originale il 22 marzo 2021).
  -  Queendom, su billboard-japan.com, 20 settembre 2021. URL consultato il 15 settembre 2021 (archiviato dall'url originale il 15 settembre 2021).
27. ↑    -  UK Digital Albums - Summer Magic, su Official Charts Company, 10 agosto 2018 (archiviato dall'url originale il 14 agosto 2018).
  -  UK Digital Albums – RBB, su Official Charts Company, 7 dicembre 2018. URL consultato il 14 agosto 2018 (archiviato dall'url originale il 28 luglio 2017).
  -  UK Digital Albums – The ReVe Festival: Day 1, su Official Charts Company, 21 giugno 2019. URL consultato il 14 agosto 2018 (archiviato dall'url originale il 28 luglio 2017).
  -  UK Digital Albums – Queendom, su Official Charts Company, 20 agosto 2021. URL consultato il 24 agosto 2021 (archiviato dall'url originale il 23 agosto 2021).
28. ↑  Cumulative sales for Ice Cream Cake:
  - (KO) ko:2015년 Album Chart [2015 Album Chart], su Gaon Music Chart. URL consultato l'11 agosto 2016 (archiviato dall'url originale il 10 settembre 2016).
  - (KO) ko:2016년 12월 Album Chart [December 2016 Album Chart], su Gaon Music Chart. URL consultato il 9 gennaio 2017 (archiviato dall'url originale il 4 settembre 2019).
  - (KO) ko:2017년 11월 Album Chart [November 2017 Album Chart], su Gaon Music Chart. URL consultato il 13 dicembre 2017 (archiviato dall'url originale il 7 dicembre 2017).
  - (KO) ko:2018년 09월 Album Chart [September 2018 Album Chart], su Gaon Music Chart. URL consultato l'11 ottobre 2018 (archiviato dall'url originale l'11 ottobre 2018).
29. ↑  (JA) ja:オリコンランキング情報サービス「you大樹」 －CD・ブルーレイ・DVD・書籍・コミック－, in Oricon Style, Oricon. URL consultato il 15 gennaio 2016 (archiviato dall'url originale il 15 febbraio 2011).
30. 1 2 3 4 5 6 7  (EN) Red Velvet Gears Up for North Korea: 10 Things to Know Before the Historic K-Pop Performance, su billboard.com, Billboard. URL consultato il 30 marzo 2018.
31. ↑  Cumulative sales for The Velvet:
  - (KO) ko:2016년 Album Chart [2016 Album Chart], su Gaon Music Chart. URL consultato il 9 gennaio 2017 (archiviato dall'url originale il 23 settembre 2018).
  - (KO) ko:2017년 02월 Album Chart [February 2017 Album Chart], su Gaon Music Chart. URL consultato il 9 marzo 2017 (archiviato dall'url originale il 26 gennaio 2017).
  - (KO) ko:2018년 02월 Album Chart [February 2018 Album Chart], su Gaon Music Chart. URL consultato l'8 marzo 2018 (archiviato dall'url originale il 3 febbraio 2015).
32. ↑  (JA) ja:オリコンランキング情報サービス「you大樹」 －CD・ブルーレイ・DVD・書籍・コミック－, in Oricon Style, Oricon. URL consultato il 30 marzo 2016 (archiviato dall'url originale il 15 febbraio 2011).
33. ↑  Cumulative sales for Russian Roulette:
  - (KO) ko:2016년 Album Chart [2016 Album Chart], su Gaon Music Chart. URL consultato il 9 gennaio 2017 (archiviato dall'url originale il 23 settembre 2018).
  - (KO) ko:2017년 12월 Album Chart [December 2017 Album Chart], su Gaon Music Chart. URL consultato il 13 gennaio 2018 (archiviato dall'url originale il 12 gennaio 2018).
  - (KO) ko:2018년 09월 Album Chart [September 2018 Album Chart], su Gaon Music Chart. URL consultato l'11 ottobre 2018 (archiviato dall'url originale l'11 ottobre 2018).
34. ↑  Cumulative sales for Russian Roulette:
  - (JA) ja:週間 アルバムランキング (2016年09月19日付), su oricon.co.jp, Oricon, 19 settembre 2016. URL consultato il 14 settembre 2016 (archiviato dall'url originale il 10 febbraio 2017).
35. ↑  Cumulative sales for Rookie:
  - (KO) ko:2017년 Album Chart [2017 Album Chart], su Gaon Music Chart. URL consultato l'8 febbraio 2018 (archiviato dall'url originale il 3 febbraio 2015).
  - (KO) ko:2018년 12월 Album Chart [December 2018 Album Chart], su Gaon Music Chart. URL consultato l'11 gennaio 2019 (archiviato dall'url originale il 27 marzo 2019).
  - (KO) ko:2018년 06월 Album Chart [June 2018 Album Chart (Kino)], su Gaon Music Chart. URL consultato il 12 luglio 2018 (archiviato dall'url originale il 3 febbraio 2015).
  - (KO) ko:2019년 01월 Album Chart [January 2019 Album Chart], su Gaon Music Chart. URL consultato il 7 febbraio 2019 (archiviato dall'url originale il 16 agosto 2019).
36. ↑  Cumulative sales for Rookie:
  - (JA) ja:週間 アルバムランキング (2017年02月13日付), su oricon.co.jp, Oricon, 13 febbraio 2017 (archiviato dall'url originale l'11 febbraio 2017).
  - (JA) ja:週間 アルバムランキング (2017年03月06日付), su theqoo.net, Oricon. URL consultato il 5 marzo 2017 (archiviato dall'url originale il 28 luglio 2017).
37. ↑  Cumulative sales for The Red Summer:
  - (KO) ko:2017년 Album Chart [2017 Album Chart], su Gaon Music Chart. URL consultato l'8 febbraio 2018 (archiviato dall'url originale il 3 febbraio 2015).
  - (KO) ko:2018년 10월 Album Chart [October 2018 Album Chart], su Gaon Music Chart. URL consultato l'8 novembre 2018 (archiviato dall'url originale l'8 novembre 2018).
  - (KO) ko:2019년 01월 Album Chart [January 2019 Album Chart], su Gaon Music Chart. URL consultato il 7 febbraio 2019 (archiviato dall'url originale il 16 agosto 2019).
  - (KO) ko:2020년 03월 Album Chart [March 2020 Album Chart], su Gaon Music Chart. URL consultato il 9 aprile 2020 (archiviato dall'url originale il 26 aprile 2020).
38. ↑  Cumulative sales for The Red Summer:
  - (JA) ja:週間 アルバムランキング (2017年07月24日付), su oricon.co.jp, Oricon, 24 luglio 2017 (archiviato dall'url originale il 22 luglio 2017).
39. ↑   Red Velvet Scores Third No. 1 on World Albums, Lead Among K-Pop Females, su billboard.com. URL consultato il 19 luglio 2017 (archiviato dall'url originale il 13 giugno 2018).
40. ↑  Cumulative sales for Summer Magic:
  - (KO) ko:2018년 Album Chart [2018 Album Chart], su Gaon Music Chart. URL consultato l'11 gennaio 2019 (archiviato dall'url originale il 22 marzo 2019).
  - (KO) ko:2021년 07월 Album Chart [July 2021 Album Chart], su Gaon Music Chart. URL consultato il 12 agosto 2021 (archiviato dall'url originale il 21 marzo 2021).
41. ↑  Cumulative sales for Summer Magic:
  - (JA) ja:週間 アルバムランキング (2018年08月20日付), su oricon.co.jp, Oricon, 20 agosto 2018 (archiviato dall'url originale il 15 agosto 2018).
  - (JA) ja:週間 アルバムランキング (2018年08月27日付), su oricon.co.jp, Oricon, 27 agosto 2018 (archiviato dall'url originale il 22 agosto 2018).
42. ↑  (JA) ja:週間 デジタルアルバムランキング – 2018年08月20日付, su Oricon, 20 agosto 2018 (archiviato dall'url originale il 15 agosto 2018).
43. 1 2   Red Velvet Earn Best U.S. Sales Week to Date With 'Summer Magic', su Billboard, 14 agosto 2018. URL consultato il 14 agosto 2018 (archiviato dall'url originale il 14 agosto 2018).
44. ↑  Cumulative sales for RBB:
  - (KO) ko:2018년 Album Chart [2018 Album Chart], su Gaon Music Chart. URL consultato l'11 gennaio 2019 (archiviato dall'url originale il 22 marzo 2019).
  - (KO) ko:2019년 01월 Album Chart [January 2019 Album Chart], su Gaon Music Chart. URL consultato il 7 febbraio 2019 (archiviato dall'url originale il 16 agosto 2019).
45. ↑  Cumulative sales for RBB:
  - (JA) ja:週間 アルバムランキング (2018年12月17日付), su oricon.co.jp, Oricon, 17 dicembre 2018 (archiviato dall'url originale il 12 dicembre 2018).
46. 1 2   Red Velvet Score 15th Top 10 Hit on World Digital Song Sales Chart With 'Umpah Umpah, su Billboard, 3 settembre 2019. URL consultato il 4 settembre 2019 (archiviato dall'url originale il 4 settembre 2019).
47. ↑  Cumulative sales for The ReVe Festival: Day 1: 164,024 (CD) + 5,402 (Kino)
  - (KO) ko:2019년 07월 Album Chart [July 2019 Album Chart (Kino)], su Gaon Music Chart. URL consultato l'8 agosto 2019 (archiviato dall'url originale il 3 febbraio 2015).
  - (KO) ko:2019년 Album Chart [2019 Album Chart], su Gaon Music Chart. URL consultato il 10 gennaio 2020 (archiviato dall'url originale il 5 ottobre 2020).
48. ↑  Cumulative sales for The ReVe Festival: Day 1:
  - (JA) ja:週間 アルバムランキング (2019年07月01日付), su oricon.co.jp, Oricon, 1º luglio 2019 (archiviato dall'url originale il 26 giugno 2019).
  - (JA) ja:週間 アルバムランキング (2019年07月08日付), su oricon.co.jp, Oricon, 8 luglio 2019 (archiviato dall'url originale il 3 luglio 2019).
49. ↑  Cumulative sales for The ReVe Festival: Day 2: 134,240 (CD) + 6,297 (Kino)
  - (KO) ko:2019년 08월 Album Chart [August 2019 Album Chart (Kino)], su Gaon Music Chart. URL consultato il 12 settembre 2019 (archiviato dall'url originale il 3 febbraio 2015).
  - (KO) ko:2019년 Album Chart [2019 Album Chart], su Gaon Music Chart. URL consultato il 10 gennaio 2020 (archiviato dall'url originale il 5 ottobre 2020).
  - (KO) ko:2020년 09월 Album Chart [September 2020 Album Chart], su Gaon Music Chart. URL consultato l'8 ottobre 2020 (archiviato dall'url originale il 3 febbraio 2015).
  - (KO) ko:2021년 08월 Album Chart [August 2021 Album Chart], su Gaon Music Chart. URL consultato il 9 settembre 2020.
50. ↑  Cumulative sales for The ReVe Festival: Day 2:
  - (JA) ja:週間 アルバムランキング (2019年09月02日付), su oricon.co.jp, Oricon, 2 settembre 2019 (archiviato dall'url originale il 28 agosto 2019).
  - (JA) ja:週間 アルバムランキング (2019年09月09日付), su oricon.co.jp, Oricon, 9 settembre 2019 (archiviato dall'url originale il 4 settembre 2019).
51. ↑  (JA) ja:週間 デジタルアルバムランキング – 2019年09月02日付, su Oricon, 2 settembre 2019 (archiviato dall'url originale il 29 agosto 2019).
52. ↑  (KO) ko:2021년 9월 Album Chart [September 2021 Album Chart], su Gaon Music Chart. URL consultato il 7 ottobre 2021.
53. ↑  (JA) ja:週間 アルバムランキング (2021年09月06日付), su oricon.co.jp, Oricon, 6 settembre 2021. URL consultato il 1º settembre 2021 (archiviato dall'url originale il 1º settembre 2021).
54. ↑  (KO) ko:2022년 04월 Album Chart [April 2022 Album Chart], su Gaon Music Chart. URL consultato il 12 maggio 2022.
55. ↑  Cumulative Japanese physical sales of The ReVe Festival 2022 – Feel My Rhythm:
  - (JA) 週間 アルバムランキング2022年04月11日付, su oricon.co.jp, Oricon. URL consultato il 6 aprile 2022 (archiviato dall'url originale il 6 aprile 2022).
  - (JA) ja:週間 アルバムランキング (2022年04月18日付), su oricon.co.jp, Oricon, 18 aprile 2022. URL consultato il 13 aprile 2022 (archiviato dall'url originale il 13 aprile 2022).
56. ↑  Template:Cite certification
57. ↑  Cumulative sales for #Cookie Jar:
  - (JA) ja:月間 アルバムランキング (2018年07月度), su oricon.co.jp, Oricon (archiviato dall'url originale l'8 agosto 2018).
58. ↑  Cumulative sales for Sappy:
  - (JA) ja:月間 アルバムランキング (2019年05月度), su oricon.co.jp, Oricon (archiviato dall'url originale il 12 giugno 2019).
  - (JA) ja:週間 アルバムランキング (2019年06月17日付), su oricon.co.jp, Oricon, 17 giugno 2019 (archiviato dall'url originale il 16 giugno 2019).
59. ↑  Peak chart positions for singles on Billboard Canadian Hot 100:

  -  Bad Boy, su Billboard, febbraio 11–17, 2018. URL consultato l'8 agosto 2021 (archiviato dall'url originale il 17 marzo 2018).
60. ↑  Peak chart positions for singles on Billboard Japan Hot 100:

  -  Red Flavor, su billboard.com, luglio 23–29, 2017. URL consultato l'8 agosto 2021 (archiviato dall'url originale il 19 settembre 2020).
  -  Peek-a-Boo, su billboard.com, dicembre 3–9, 2017. URL consultato l'8 agosto 2021 (archiviato dall'url originale il 22 marzo 2019).
  -  Bad Boy, su billboard.com, febbraio 4–10, 2018. URL consultato l'8 agosto 2021 (archiviato dall'url originale il 28 marzo 2018).
  -  RBB (Really Bad Boy), su billboard.com, dicembre 9–15, 2018. URL consultato l'8 agosto 2021 (archiviato dall'url originale il 30 giugno 2020).
  -  Queendom, su billboard-japan.com, 25 agosto 2021. URL consultato il 25 agosto 2021 (archiviato dall'url originale il 25 agosto 2021).
61. ↑  Peak chart positions for singles on NZ Hot Singles:

  -  Zimzalabim, su Recorded Music NZ, 1º luglio 2019. URL consultato il 28 giugno 2019 (archiviato dall'url originale il 28 giugno 2019).
  -  Psycho, su Recorded Music NZ, 30 dicembre 2019. URL consultato il 28 dicembre 2019 (archiviato dall'url originale il 29 novembre 2020).
62. ↑  Peak chart positions for singles on Billboard World Digital Song Sales:

  -  Red Velvet Chart History: World Digital Song Sales, su billboard.com. URL consultato il 24 agosto 2021 (archiviato dall'url originale il 14 gennaio 2021).
  -  Happiness, su billboard.com, agosto 17–23, 2014. URL consultato l'8 agosto 2021 (archiviato dall'url originale il 26 febbraio 2021).
  -  Be Natural, su billboard.com, ottobre 26 – November 1, 2014. URL consultato l'8 agosto 2021 (archiviato dall'url originale il 7 marzo 2021).
  -  Automatic, su billboard.com, marzo 29 – April 4, 2015. URL consultato l'8 agosto 2021 (archiviato dall'url originale il 7 agosto 2019).
  -  Ice Cream Cake, su billboard.com, marzo 29 – April 4, 2015. URL consultato l'8 agosto 2021 (archiviato dall'url originale il 7 agosto 2019).
  -  Dumb Dumb, su billboard.com, settembre 20–26, 2015. URL consultato l'8 agosto 2021 (archiviato dall'url originale il 7 agosto 2019).
  -  One of These Nights, su billboard.com, aprile 3–9, 2016. URL consultato l'8 agosto 2021 (archiviato dall'url originale il 7 agosto 2019).
  -  Russian Roulette, su billboard.com, settembre 18–24, 2016. URL consultato l'8 agosto 2021 (archiviato dall'url originale il 7 agosto 2019).
  -  Rookie, su billboard.com, febbraio 19–25, 2017. URL consultato l'8 agosto 2021 (archiviato dall'url originale il 7 agosto 2019).
  -  Red Flavor, su billboard.com, luglio 23–29, 2017. URL consultato l'8 agosto 2021 (archiviato dall'url originale l'8 agosto 2021).
  -  Rebirth, su billboard.com, settembre 3–9, 2017. URL consultato l'8 agosto 2021 (archiviato dall'url originale il 26 febbraio 2021).
  -  Peek-a-Boo, su billboard.com, dicembre 3–9, 2017. URL consultato l'8 agosto 2021 (archiviato dall'url originale il 3 maggio 2021).
  -  Bad Boy, su billboard.com, febbraio 4–10, 2018. URL consultato l'8 agosto 2021 (archiviato dall'url originale il 7 agosto 2019).
  -  #Cookie Jar, su billboard.com, luglio 15–21, 2018. URL consultato l'8 agosto 2021 (archiviato dall'url originale il 26 febbraio 2021).
  -  Power Up, su billboard.com, agosto 12–18, 2018. URL consultato l'8 agosto 2021 (archiviato dall'url originale l'8 agosto 2019).
  -  RBB (Really Bad Boy), su billboard.com, dicembre 9–15, 2018. URL consultato l'8 agosto 2021 (archiviato dall'url originale il 7 agosto 2019).
  -  Sappy, su billboard.com, gennaio 13–19, 2019. URL consultato l'8 agosto 2021 (archiviato dall'url originale il 6 settembre 2019).
  -  Zimzalabim, su billboard.com, giugno 30 – July 6, 2019. URL consultato l'8 agosto 2021 (archiviato dall'url originale il 3 marzo 2021).
  -  Umpah Umpah, su billboard.com, agosto 25–31, 2019. URL consultato l'8 agosto 2021 (archiviato dall'url originale il 10 maggio 2021).
  -  Psycho, su billboard.com, 4 gennaio 2020. URL consultato l'8 agosto 2021 (archiviato dall'url originale il 19 febbraio 2021).
  -  Queendom, su billboard.com, agosto 22–28, 2021. URL consultato il 24 agosto 2021 (archiviato dall'url originale il 24 agosto 2021).
63. ↑  Peak chart positions for singles on Circle Digital Chart:

  - (KO) Happiness, su circlechart.kr, agosto 3–9, 2014. URL consultato l'8 agosto 2021 (archiviato dall'url originale il 24 aprile 2016).
  - (KO) Be Natural, su circlechart.kr, ottobre 5–11, 2014. URL consultato l'8 agosto 2021 (archiviato dall'url originale il 26 novembre 2020).
  - (KO) Automatic, su circlechart.kr, marzo 15–21, 2015. URL consultato l'8 agosto 2021 (archiviato dall'url originale il 12 marzo 2016).
  - (KO) Ice Cream Cake, su circlechart.kr, marzo 15–21, 2015. URL consultato l'8 agosto 2021 (archiviato dall'url originale il 12 marzo 2016).
  - (KO) Dumb Dumb, su circlechart.kr, settembre 6–12, 2015. URL consultato l'8 agosto 2021 (archiviato dall'url originale il 6 marzo 2016).
  - (KO) Wish Tree, su circlechart.kr, dicembre 13–19, 2015. URL consultato l'8 agosto 2021 (archiviato dall'url originale il 9 marzo 2016).
  - (KO) One of These Nights, su circlechart.kr, marzo 13–19, 2016. URL consultato l'8 agosto 2021 (archiviato dall'url originale il 3 aprile 2016).
  - (KO) Russian Roulette, su circlechart.kr, settembre 11–17, 2016. URL consultato l'8 agosto 2021 (archiviato dall'url originale il 23 settembre 2016).
  - (KO) Rookie, su circlechart.kr, febbraio 5–11, 2017. URL consultato l'8 agosto 2021 (archiviato dall'url originale il 16 febbraio 2017).
  - (KO) Would U, su circlechart.kr, aprile 2–8, 2017. URL consultato l'8 agosto 2021 (archiviato dall'url originale il 13 aprile 2017).
  - (KO) Red Flavor, su circlechart.kr, luglio 9–15, 2017. URL consultato l'8 agosto 2021 (archiviato dall'url originale l'8 settembre 2017).
  - (KO) Rebirth, su circlechart.kr, agosto 13–19, 2017. URL consultato l'8 agosto 2021 (archiviato dall'url originale il 24 agosto 2017).
  - (KO) Peek-A-Boo, novembre 19–25, 2017. URL consultato l'8 agosto 2021 (archiviato dall'url originale il 5 dicembre 2017).
  - (KO) Bad Boy, gennaio 28 – February 3, 2018. URL consultato l'8 agosto 2021 (archiviato dall'url originale l'8 febbraio 2018).
  - (KO) #Cookie Jar, su gaonchart.co.kr, luglio 1–7, 2018. URL consultato l'8 agosto 2021 (archiviato dall'url originale il 5 febbraio 2021).
  - (KO) Power Up, su circlechart.kr, agosto 5–11, 2018. URL consultato l'8 agosto 2021 (archiviato dall'url originale il 16 agosto 2018).
  - (KO) RBB (Really Bad Boy), su circlechart.kr, dicembre 2–8, 2018. URL consultato l'8 agosto 2021 (archiviato dall'url originale il 15 dicembre 2018).
  - (KO) Zimzalabim, su circlechart.kr, giugno 23–29, 2019. URL consultato l'8 agosto 2021 (archiviato dall'url originale il 16 ottobre 2019).
  - (KO) Umpah Umpah, su circlechart.kr, agosto 18–24, 2019. URL consultato l'8 agosto 2021 (archiviato dall'url originale il 15 settembre 2019).
  - (KO) Psycho, su circlechart.kr, dicembre 22–28, 2019. URL consultato l'8 agosto 2021 (archiviato dall'url originale il 1º maggio 2020).
  - (KO) Milky Way, su circlechart.kr, agosto 23–29, 2020. URL consultato l'8 agosto 2021 (archiviato dall'url originale il 3 settembre 2020).
  - (KO) Queendom, su circlechart.kr, agosto 29 – September 4, 2021. URL consultato il 9 settembre 2021 (archiviato dall'url originale il 9 settembre 2021).
64. ↑  Peak chart positions for singles on Billboard K-pop Hot 100:

  -  Russian Roulette, su billboard.co.kr, 5 giugno 2017. URL consultato l'8 agosto 2021 (archiviato dall'url originale il 6 dicembre 2017).
  -  Rookie, su billboard.co.kr, 5 giugno 2017. URL consultato l'8 agosto 2021 (archiviato dall'url originale il 6 dicembre 2017).
  -  Red Flavor, su billboard.co.kr, 24 luglio 2017. URL consultato l'8 agosto 2021 (archiviato dall'url originale il 6 dicembre 2017).
  -  Peek-a-Boo, su billboard.co.kr, 11 dicembre 2017. URL consultato l'8 agosto 2021 (archiviato dall'url originale il 23 maggio 2021).
  -  Bad Boy, su billboard.com, febbraio 4–10, 2018. URL consultato l'8 agosto 2021 (archiviato dall'url originale l'8 agosto 2021).
  -  Power Up, su billboard.com, agosto 12–18, 2018. URL consultato l'8 agosto 2021 (archiviato dall'url originale l'8 agosto 2021).
  -  RBB (Really Bad Boy), su billboard.com, dicembre 9–15, 2018. URL consultato l'8 agosto 2021 (archiviato dall'url originale l'8 agosto 2021).
  -  Zimzalabim, su billboard.com, giugno 23–29, 2019. URL consultato l'8 agosto 2021 (archiviato dall'url originale il 19 agosto 2021).
  -  Umpah Umpah, su billboard.com, agosto 25–31, 2019. URL consultato l'8 agosto 2021 (archiviato dall'url originale l'8 agosto 2021).
  -  Psycho, su billboard.com, 29 dicembre 2019 – January 4, 2020. URL consultato l'8 agosto 2021 (archiviato dall'url originale il 6 ottobre 2020).
  -  Queendom, su billboard.com, agosto 29 – September 4, 2021. URL consultato il 2 settembre 2021 (archiviato dall'url originale il 2 settembre 2021).
65. ↑  Cumulative sales of "Happiness":
  -  ko:2014년 08월 Download Chart [Gaon Download Chart: August 2014], su Gaon Chart. URL consultato il 18 dicembre 2016 (archiviato dall'url originale il 20 dicembre 2016).
  -  ko:2014년 09월 Download Chart [Gaon Download Chart: September 2014], su Gaon Chart. URL consultato il 18 dicembre 2016 (archiviato dall'url originale il 20 dicembre 2016).
66. ↑  Cumulative sales of "Be Natural":
  -  ko:2014년 10월 Download Chart [Gaon Download Chart: October 2014], su Gaon Chart. URL consultato il 4 agosto 2016 (archiviato dall'url originale il 4 marzo 2016).
67. ↑  Cumulative sales of "Automatic":
  -  ko:2015년 13주차 Download Chart [13th week of 2015 Download Chart], su Gaon Chart. URL consultato il 5 agosto 2016 (archiviato dall'url originale il 25 novembre 2016).
  -  ko:2015년 14주차 Download Chart [14th week of 2015 Download Chart], su Gaon Chart. URL consultato il 5 agosto 2016 (archiviato dall'url originale il 12 marzo 2016).
  -  ko:2015년 15주차 Download Chart [15th week of 2015 Download Chart], su Gaon Chart,  p. 2. URL consultato il 5 agosto 2016 (archiviato dall'url originale il 15 agosto 2016).
  -  ko:2015년 16주차 Download Chart [16th week of 2015 Download Chart], su Gaon Chart,  p. 3. URL consultato il 5 agosto 2016 (archiviato dall'url originale il 15 agosto 2016).
68. 1 2  Cumulative sales of "Ice Cream Cake" and "Dumb Dumb":
  -  ko:2015년 Download Chart [Gaon Download Chart: 2015], su Gaon Chart. URL consultato il 4 agosto 2016 (archiviato dall'url originale il 6 settembre 2016).
  -  ko:2016년 상반기 결산 Download Chart [Gaon Download Chart: 1st Half of 2016], su Gaon Chart. URL consultato il 4 agosto 2016 (archiviato dall'url originale il 16 gennaio 2017).
  -  ko:2016년 07월 Download Chart, su Gaon Music Chart. URL consultato l'8 ottobre 2017 (archiviato dall'url originale l'8 agosto 2019).
69. 1 2 3 4 5 6   Red Velvet Score Second No. 1 on World Digital Song Sales With 'Psycho', su Billboard, 3 gennaio 2020. URL consultato il 5 gennaio 2020 (archiviato dall'url originale il 4 gennaio 2020).
70. ↑  Cumulative sales of "Wish Tree":
  -  ko:2015년 12월 Download Chart, su Gaon Music Chart. URL consultato il 28 dicembre 2016 (archiviato dall'url originale il 4 marzo 2016).
71. ↑  Cumulative sales of "One of These Nights":
  -  ko:2016년 03월 Download Chart, su Gaon Music Chart. URL consultato l'11 novembre 2016 (archiviato dall'url originale l'8 novembre 2018).
  -  ko:2016년 04월 Download Chart, su Gaon Music Chart. URL consultato l'11 novembre 2016 (archiviato dall'url originale l'8 novembre 2018).
72. ↑   GAON′s 관찰노트, su Gaon Music Chart. URL consultato il 6 maggio 2019 (archiviato dall'url originale il 28 ottobre 2019).
73. ↑  (KO) ko:2017년 Download Chart [2017 Download Chart], su Gaon Music Chart. URL consultato il 17 gennaio 2018 (archiviato dall'url originale il 2 aprile 2019).
74. ↑  Cumulative sales for "Would U":
  -  ko:2017년 13주차 Download Chart [13th week of 2017 Download Chart], su Gaon Chart. URL consultato il 6 aprile 2017 (archiviato dall'url originale il 16 febbraio 2020).
  -  ko:2017년 14주차 Download Chart [14th week of 2017 Download Chart], su Gaon Chart. URL consultato il 13 aprile 2017 (archiviato dall'url originale il 16 febbraio 2020).
  -  ko:2017년 15주차 Download Chart [15th week of 2017 Download Chart], su Gaon Chart. URL consultato il 20 aprile 2017 (archiviato dall'url originale l'11 luglio 2019).
  -  ko:2017년 16주차 Download Chart [16th week of 2017 Download Chart], su Gaon Chart. URL consultato il 27 aprile 2017 (archiviato dall'url originale il 15 settembre 2019).
75. ↑  Cumulative sales of "Rebirth":
  -  ko:2017년 33주차 Download Chart [33rd week of 2017 Download Chart], su Gaon Chart. URL consultato il 24 agosto 2017 (archiviato dall'url originale il 24 agosto 2017).
  -  ko:2017년 34주차 Download Chart [34th week of 2017 Download Chart], su Gaon Chart. URL consultato il 31 agosto 2017 (archiviato dall'url originale il 31 agosto 2017).
76. ↑   Gaon's 관찰노트 [Gaon's Observation Notes], su gaonchart.co.kr, Circle Chart, 22 ottobre 2020. URL consultato il 22 ottobre 2020 (archiviato dall'url originale il 22 ottobre 2020).
77. ↑   가호 3월 가온차트 2관왕…아이즈원 'BLOOM*IZ' 플래티넘 인증, su Naver. URL consultato il 9 aprile 2020 (archiviato dall'url originale il 9 novembre 2020).
78. ↑  (KO) DOWNLOAD 가온 인증 [Download Gaon Certification], su Gaon Music Chart, Korea Music Content Association. URL consultato il 9 aprile 2020 (archiviato dall'url originale il 20 settembre 2019).
79. ↑   (KO) 제8회 가온차트 뮤직 어워즈(8th GAONCHART MUSIC AWARDS) PART 1, V MUSIC, 23 gennaio 2019. URL consultato il 24 gennaio 2019.
80. ↑   Red Velvet's 'RBB' Earns Group's Biggest U.S. Album Sales Week, First No. 1 on World Digital Song Sales, su Billboard, 13 dicembre 2018. URL consultato il 14 dicembre 2018 (archiviato dall'url originale il 14 dicembre 2018).
81. ↑  (KO) Streaming Gaon Certification, su gaonchart.co.kr, Circle Chart. URL consultato il 12 novembre 2020 (archiviato dall'url originale l'11 maggio 2019).
82. ↑  Peak chart positions for promotional singles on Billboard K-pop Hot 100:

  -  Milky Way, su billboard.com, agosto 30 – September 5, 2020. URL consultato l'8 agosto 2021 (archiviato dall'url originale il 30 settembre 2020).
83. ↑  Peak chart positions for soundtrack appearances on Billboard World Digital Song Sales:

  -  Future, su billboard.com, dicembre 13–19, 2020. URL consultato l'8 agosto 2021 (archiviato dall'url originale il 15 dicembre 2020).
84. ↑  Peak chart positions for soundtrack appearances on Gaon Digital Chart:

  - (KO) See the Stars, su circlechart.kr, agosto 11–17, 2019. URL consultato l'8 agosto 2021 (archiviato dall'url originale il 15 settembre 2019).
  - (KO) Future, su circlechart.kr, ottobre 18–24, 2020. URL consultato l'8 agosto 2021 (archiviato dall'url originale il 31 ottobre 2020).
85. ↑  Peak chart positions for soundtrack appearances on Billboard K-pop Hot 100:

  -  Future, su billboard.com, novembre 1–7, 2020. URL consultato l'8 agosto 2021 (archiviato dall'url originale il 10 novembre 2020).